# Tomb Raider: The Angel of Darkness
Tomb Raider: The Angel of Darkness är det sjätte spelet i Tomb Raider-serien och uppföljare till Tomb Raider: The Last Revelation. Det utvecklades av Core Design och publicerades av Eidos Interactive. Spelet släpptes ursprungligen 2003 för PlayStation 2 och Windows. Berättelsen handlar om Lara Croft som jagas i Europa, anklagad för att ha mördat sin tidigare mentor Werner Von Croy.
Spelet kritiserades för att vara buggigt och ha klumpig kontrollkänsla. Spelet berömdes dock för sina stora och varierade omgivningar.